# Medismo
Il medismo, nell'antica Grecia, era l'atteggiamento di simpatia o di vero e proprio fiancheggiamento nei confronti dei Re di Persia e dell'impero persiano. Il nome deriva dall'etnonimo 'Mede', che i Greci usavano spesso per riferirsi ai Persiani, nonostante, da un punto di vista lessicale, il termine si riferisse alla sola tribù iraniana dei Medi.

## Tipologia
Il medismo era un'inclinazione presente in alcune personalità ma ispirò anche il comportamento di alcune poleis, perfino durante le guerre persiane. Erodoto menziona alcuni esempi di "medismo di Stato": egli distingue tra il "medismo imposto da necessità" di popoli come i Greci d'Asia e di Tracia, i Macedoni ed i Tessali (questi ultimi giustificati dal ritiro dell'armata greca che avrebbe dovuto difendere la linea del monte Olimpo) ed il "medismo volontario" dei Tebani e di altri popoli della Grecia centrale (dove difesero invece la causa greca i Focesi, i Tespiesi ed i Plateesi), nonché degli Argivi e degli Achei. Molte poleis greche erano in guerra tra loro da generazioni e preferivano i Persiani ai detestati vicini. È il caso della rivalità di Tebe contro Atene e di Argo contro Sparta.
Famosa per aver propagandato il medismo tra i suoi influenti amanti fu l'etera Targelia da Mileto, nota per la sua avvenenza.
In molte città il "medismo" era considerato un reato. Il reggente di Sparta Pausania fu sospettato di medismo e l'accusa servì ad Atene quale pretesto per esautorarne il potere e causarne la morte, impadronendosi così dell'egemonia sulla Lega di Delo.